# Јеминовац
Јеминовац је насељено место у општини Брестовац, у западној Славонији, Република Хрватска.

## Историја
До нове територијалне организације налазило се у саставу бивше велике општине Славонска Пожега.

## Становништво
Насеље је према попису становништва из 2011. године имало 7 становника.
| Националност       | 1991.       |
| Срби               | 65 (98,48%) |
| Хрвати             | 1 (1,51%)   |
| Југословени        | 0           |
| остали и непознато | 0           |
| Укупно             | 66          |

## Галерија
- Споменик жртвама из неколико српских села у Славонији (страдали су 1991. године)
- Натпис на споменику